# Sunday Uti
Sunday Uti, född den 23 oktober 1962, är en nigeriansk före detta friidrottare inom kortdistanslöpning.
Han tog OS-brons på 4 x 400 meter vid friidrottstävlingarna 1984 i Los Angeles.